# لورو كورونا
لورو كورونا (1957 - 1989)، هو ممثل برازيلي
من مواليد مدينة ريو دي جانيرو في 6 يوليو 1957 وبدأ العمل في السادسة عشرة من عمره كبائع في متجر والدته. بعد ذلك بعام لفت انتباه المخرج ماركوس دي سا وصنع أول أفلامه الإعلانية: الإعلان لـ «Coca-Cola».
توفي بمدينة ريو دي جانيرو في 20 يوليو 1989 بسبب فيروس الأيدز. كان من أوائل الشخصيات البرازيلية التي ماتت بسبب مضاعفات فيروس الإيدز.

## من أعماله
- معا إلى الأبد (مسلسل)

## روابط خارجية
- لورو كورونا على موقع IMDb (الإنجليزية)
- لورو كورونا على موقع قاعدة بيانات الفيلم (الإنجليزية)